# Резисторно-транзисторна логіка

Приклад реалізації елемента 2АБО-НІ в РТЛ (MC717)

Резисторно-транзисторна логіка (РТЛ) - технологія побудови цифрових схем на базі простих транзисторних ключів. Свою назву технологія отримала завдяки реалізації логічних функцій (наприклад, 2АБО) складанням токів на резисторі, а посилення і інверсії сигналу — за допомогою транзистора.

## Пристрій і принцип роботи
Показана на рисунку схема є прикладом схемотехнічної реалізації типового логічного вентиля 2АБО-НІ в ДТЛ.
При низькій напрузі на всіх входах транзисторні ключі закриті і через резистор Rc на виході логічного елемента формується напруга логічної одиниці, близька до напруги живлення.
При високій напрузі логічної одиниці хоча б на одному з входів відповідний ключ відкривається і формує на виході потенціал логічного нуля. При цьому вхідні резистори R1, R2 обмежують вхідний струм транзисторних ключів.

## Резисторно-ємнісна транзисторна логіка (РЄТЛ)
Вхідний резистор разом з ємністю переходу база-емітер ключа утворюють RC-ланцюг, який призводить до затягування фронту вхідного сигналу і зменшує швидкодію логічного елемента. Для уникнення впливу RC-ланцюга в РТЛ паралельно вхідному резистору включають невелику шунтуючу ємність, яка зменшує постійну часу RC-ланцюга і підвищує швидкодію логічного елемента.

## Параметри
- споживана потужність:
  - логічний нуль на виході - близько 20 міліВатт;
  - логічна одиниця на виході - до 1 міліВатта;
- час перемикання - близько 30 нС (РТЛ), 15-20 нС (РЄТЛ).

## Переваги і недоліки РТЛ і РЄТЛ
Переваги:
- Конструктивна простота;
- Низька вартість.

Недоліки:
- Відносно висока розсіювана потужність;
- Низька швидкодія;
- Висока чутливість до шуму в сигналі;
- Низька навантажувальна здатність виходів (зазвичай не більше трьох входів інших елементів).

Після переходу на інтегральні мікросхеми РТЛ-логіка практично зникла і застосовується тільки в спеціальних цілях.